# Cinema da Argentina

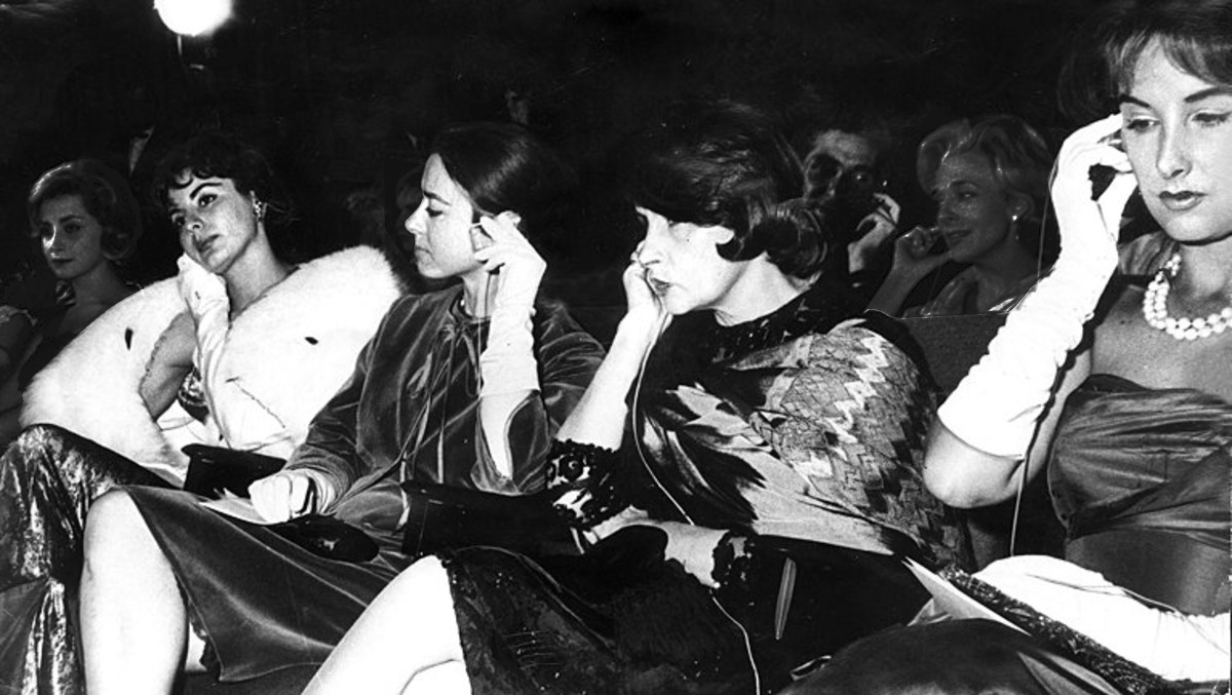
Icônicas atrizes argentinas no Festival Internacional de Cinema de Berlim de 1961: Isabel Sarli, Olga Zubarry, Tita Merello e Mirtha Legrand.

O cinema da Argentina tem sido historicamente um dos mais desenvolvidos do cinema latino-americano. Ao longo do século XX a produção cinematográfica argentina, apoiada pelo Estado e executada através do trabalho de uma longa lista de diretores e artistas, converteu-se numa das principais do mundo em idioma castelhano.

## História

### Introdução do cinema no país
Pouco depois do aparecimento do cinematógrafo na França, é exibida, em 6 de julho de 1896 num salão da rua Flórida 344, a apresentação do "Vivomatógrafo" no que constitui a primeira projeção cinematográfica do país na cidade de Buenos Aires. Não tem sido ainda identificado com certeza a origem dos filmes projetados nessa primeira mostra. O cinematógrafo de Lumière, por sua vez, é apresentado alguns dias mais tarde, em 18 de julho de 1896, no Teatro Odeón; neste caso tratava-se dos célebres curtos dos Irmãos Lumière que estrearam no ano anterior em Paris, França. Algum tempo antes, também nessa cidade, tinha sido importado sem maiores repercussões o espetáculo do kinetoscópio, invento do estadunidense Thomas Alva Edison. Essas atividades foram durante muito tempo não mais que uma forma de entretenimento e atividade comercial.

### Primeiros filmes nacionais

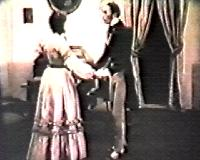
Amalia (1914)

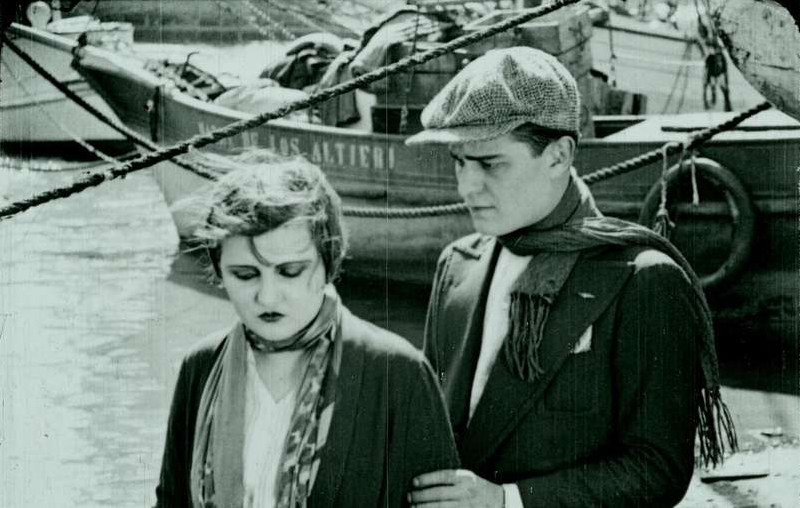
Fotograma do filme Perdão, viejita (1927) de José A. Ferreyra.

A quatro meses da primeira apresentação de cinema em Buenos Aires, em 24 de novembro de 1896 apresentaram-se as primeiras vistas tomadas de "a Avenida de Maio e Avenida de Palermo"; produzidas por Federico Figner, convertendo-se José Steimberg no primeiro cinematógrafo argentino. Estas podem ser consideradas as primeiras obras cinematográficas nacionais. 
Nos primeiros anos do século XX, vários autores argentinos continuaram experimentando as possibilidades do novo meio, realizando noticiários e registros documentários. A partir do ano 1901 surgem os primeiros filmes com argumento: nesse ano Eugenio Alejandro Cardini filmou Cenas De Rua, no qual dirigiu atores não profissionais; Mario Galo, por sua vez, iniciou uma série de produções profissionais de temática histórica e patriótica, que teve como primeira realização a "A Revolução de Maio", estreada em 22 de maio de 1909 no teatro Ateneo (deste filme, a diferença do resto da série de suas produções, se conserva cópia incompleta na Cinemateca Argentina).
A história e a literatura nacionais proporcionaram a temática básica do cinema argentino em seus começos. Um dos primeiros sucessos do cinema nacional foi Nobreza Gaucha, filme realizado em 1915 por Humberto Cairo, Eduardo Martínez da Pera e Ernesto Gunche, inspirada no livro Martín Fierro de José Hernández. O primeiro longa-metragem seria Amalia (1914), sobre a novela homônima de José Mármol. Em 1917 realizava-se O apóstol, primeiro longa-metragem animado da história do cinema, o qual, consistia numa sátira ao então presidente Hipólito Yrigoyen. Nesse mesmo ano debutava Carlos Gardel, no filme Flor de durazno dirigido por Francisco Defilippis Novoa.

### A chegada do cinema sonoro
A incorporação do som teve uma grande influência sobre o público. Em 1931 filma-se Muñequitas porteñas dirigido por José A. Ferreyra, que seria o primeiro filme sonoro e falado através do sistema Vitaphone de sincronização sonora. Ainda que, em 1998, o reconhecido jornalista investigador Roberto Dei Chiara descobriu o primeiro filme político denominado "Por uma Argentina grande, justa e civilizada" (1931) de Federico Vale, em onde falam Lisandro da Torre, Mario Bravo, Julio Nobre, e outros, um filme desconhecido pelo povo argentino. A partir de 1933 dá-se a chegada do sistema Movietone, o primeiro que permite guardar a trilha corrente no mesmo suporte que a imagem. Nascem nesse mesmo ano os dois primeiros estudos cinematográficos do país: Argentina Sono Filme fundado por Ángel Mentasti, e Lumiton criado por Enrique Telémaco Susini, César José Guerrico e Luis Romero Carranza. Depois chegaria o sistema de som óptico inventado por Lê De Forest, o Phonofilm. Com este equipamento foram gravados vários números musicais de Carlos Gardel, à moda do atual videoclipe.
A indústria do cinema na Argentina iniciou-se na prática com a chegada do som óptico. Com a incorporação do som, foram as rádios, a indústria fonográfica e o teatro de revistas os que fornecerão atores (vozes) já conhecidos pelo grande público. A banda de som era tão importante, que inclusive era exigido dos atores que entoassem canções, apesar de não estar preparados para isso. Por isto pode-se considerar o som como importantíssimo no cinema argentino: sem ele, possivelmente não tivesse existido uma indústria, dado que o cinema mudo não tinha conseguido alcançar um grande público. 
Os dois primeiros filmes sonoros (sem discos), estreados com uma semana de diferença, foram Tango (1933) dirigido por Luis José Moglia Barth e produzido por Argentina Sono Filme, e Os três berretines, protagonizado por Luis Sandrini e produzido por Lumiton. Seguem-nos outros filmes exitosos da época, de Mario Soffici O alma do bandoneón (1935) e Prisioneiros da terra (1939); de Manuel Romero A muchachada da bordo (1936) e de Leopoldo Torres Rios A volta ao ninho (1938), que marcaram o momento de maturidade do cinema argentino na década de 30. Nesta época consagraram-se estrelas como: Liberdade Lamarque, Tita Merello, Pepe Arias, Luis Sandrini e Niní Marshall.
O sistema Movietone significou um forte aumento de renda para as flamantes produtoras, que puderam seguir se expandindo. Tinha-se criado um público graças ao som. Nesta época, o som foi sinônimo de mercado, convertendo o cinema num produto de consumo popular. O que era vendido nesta primeira instância era um produto já conhecido, mas que pode ser gozado na escuridão da sala de cinema. Ali dar-se-ia uma relação de proximidade com cantoras, bailarinos ou orquestras populares, por tão somente alguns centavos primeiramente. 
À medida que avançou-se na produção de filmes sonoros, a integração de imagem e som foi-se fazendo mais orgânica. Os filmes já não eram números musicais, ou cenas mudas musicalizadas, mas aquilo que se conseguia era o que se denomina Síncresis, a união indissolúvel dos aspectos visuais e sonoros do filme, dando lugar a um cinema bem mais rico e já com identidade própria, deixando de lado os vícios do cinema primitivo.

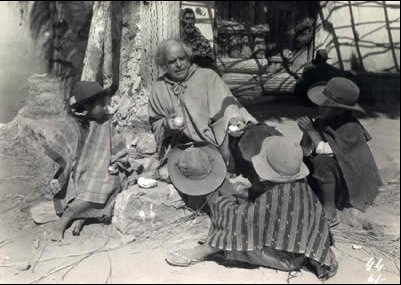
Enrique Muiño na guerra gaúcha: actor e filme de era-a clássica.

### O cinemaclássico
Em 1942, a Argentina começa a ser castigada pelos Estados Unidos devido a sua posição neutra na Segunda Guerra, ditando a suspensão da importação de filme virgem. A partir de 1944, devido à falta de matéria prima, a indústria nacional estava ferida de morte e os mexicanos impunham seus produtos. Um ano depois que Perón ganhou as eleições em 1946, é aprovada a Lei de Cinema, conseguindo como resultado que em 1950 se produzem 58 filmes; todo um recorde de produção. O cinema criollo cresceu à sombra do peronismo, expandindo a outros países de fala hispana, a exemplo de  Dios se lo pague, que bateu recordes de audiência em boa parte do planeta.
Alguns dos grandes filmes da década foram História de uma noite (1941) e A dama duende (1945), ambas de Luis Saslavsky; A Guerra Gaucha (1942) e Malambo (1945) de Lucas Demare e Hugo Fregonese; Pelota de trapo (1948) e Crime de Oribe (1950) de Leopoldo Torre Nilsson, e As águas baixam turbias (1952) de Hugo do Carril.
Com a ditadura chamada Revolução Libertadora, em 1955, cortam-se os créditos, e o cinema argentino enfrenta sua pior época: suspende-se por completo a produção e durante dois anos não estrearam nenhum filme argentino. O cinema ficou enfraquecido por uma paralisação da produção cinematográfica, a suspensão dos créditos e a perseguição dos homens e mulheres da indústria cinematográfica que sofreram a inclusão de seus nomes em listas negras, especialmente os unidos ao peronismo ou à esquerda.
Nessa década despertam para a fama as irmãs gêmeas e atrizes Mirtha Legrand e Silvia Legrand.

### O primeironovo cinema argentino
A partir de 1957 uma nova geração de diretores conseguiu unir a habilidade técnica com o refinamento estético, pelos quais se conseguiu participar em festivais internacionais. Leopoldo Torre Nilsson, Fernando Ayala, David José Kohon, Simón Feldman e Fernando Solanas, foram os protagonistas desta renovação do cinema argentino na década de 1960.
Um caso excêntrico é o de Hugo Santiago, criador de dois filmes de culto, Invasão e Os outros, emigrado definitivamente a França. Posteriormente outros diretores conseguiram seu estilo cinematográfico, como José Martínez Suárez, Manuel Antín, e Leonardo Favio. No cinema infantil de desenhos animados destaca-se Manuel García Ferré (Petete e Trapito, 1975; Ico, o Caballito Valente, 1981).

### O cinema da pós-ditadura

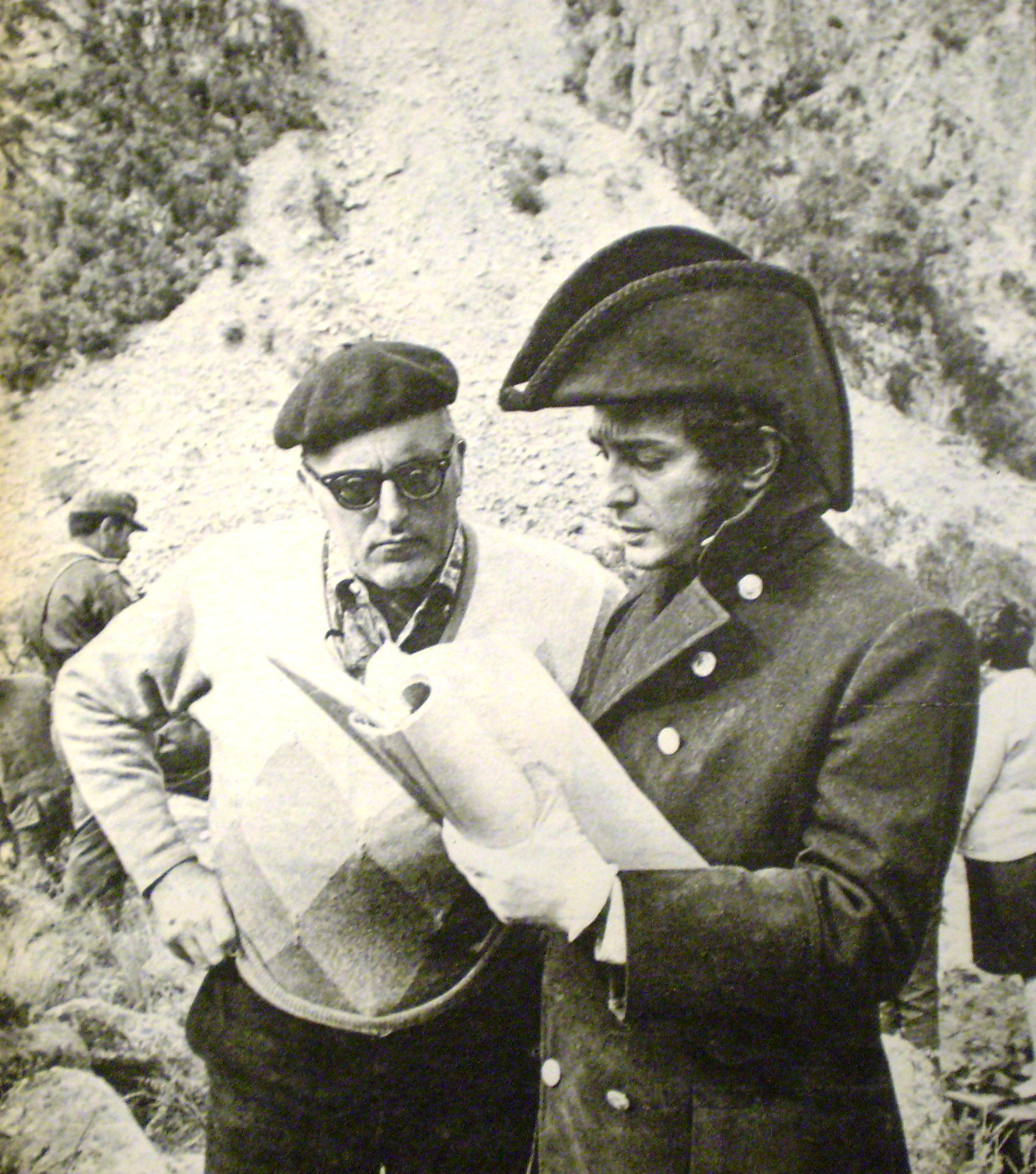
Alfredo Alcón (direita) junto ao diretor Leopoldo Torre Nilsson (esquerda) na filmagem do Santo da Espada (1970)

Na década dos 80, realizadores como María Luisa Bemberg com Camila (1984), Pino Solanas (O exílio de Gardel (Tangos), Sur), Luis Puenzo (A História Oficial) (que conseguiu o Prêmio Óscar a melhor filme estrangeiro de 1985) e Adolfo Aristarain (Tempo de revanche, Um lugar no mundo) atraíram o olhar de novos públicos.

### O segundonovo cinema argentino
Na década de 1990 surge uma nova corrente denominada comumente como novo cinema argentino, marcada pelo caráter independente das realizações e uma mudança na perspectiva. O precursor neste movimento é Martín Rejtman quem faz em 1991 sua obra prima Rapado. Outro interessante filme que marca um ponto de inflexão na realização é Picado fino (1994) de Esteban Sapir. No entanto, não será até 1998 que estes novos realizadores conseguem ter uma maior difusão. O primeiro filme que tem uma repercussão pública, dentro desta nova geração, é Pizza, birra, faso, de Bruno Stagnaro e Israel Adrián Caetano (de nacionalidade uruguaia), que foi exibido na Suíça (março 1998, Fribourg Filme Festival), Países Baixos (novembro de 1998), Espanha (julho 2001), Grécia (novembro 2001, Festival de Cinema Internacional de Salónica) e Estados Unidos (dezembro 2005). A essa lhe seguiram Mundo Grúa (1999) e O bonaerense (2002), ambas de Pablo Trapero, e outras que continuaram essa linha de filmes de tônica e personagens reais, baixo orçamento e atores não conhecidos. Um pouco à margem deste movimento, ainda que em sintonia com seus valores, surgem Lucrecia Martel e Lisandro Alonso. A obra prima de Martel, A Ciénaga (2000), foi produzida por Almodóvar e, conquanto não foi um sucesso comercial (pelo contrário), foi bem recebida pela crítica internacional e esteve presente em vários festivais ao redor do mundo, ganhando prêmios no festival de Sundance, Havana e obtendo uma indicação ao Urso de Ouro no Festival de Berlim. Seus filmes seguintes, A menina santa (2004) e, em particular, A mulher sem cabeça (2008), foram também elogiados por críticos e cineastas de todo o mundo, e ambos competiram no Festival de Cannes pela Palma de Ouro, reafirmando a posição única que ocupa Martel dentro do panorama cinematográfico mundial. Com seus filmes A liberdade (2001), Os mortos (2004, Fantasma (2006) e, mais recentemente, Liverpool (2008), Alonso terminou consagrando-se também como um dos autores mais prolíficos da América latina.
Desde os começos e até nossos dias estrearam-se quase 2500 filmes argentinos, sendo os anos 2004 e 2005, com 66 e 63 respectivamente, os que registram a maior quantidade de estreias.
Em 2009 estreou-se o filme O segredo de seus olhos (ganhador do Óscar a Melhor Filme em Língua estrangeira de 2010), de Juan José Campanella, baseada na novela A pergunta de seus olhos de Eduardo Sacheri. O filme conta com as atuações de Ricardo Darín, Solidão Villamil, Guillermo Francella, entre outros artistas de renome. Com mais de 2 000 000 de espectadores, converteu-se no segundo filme argentino de maior bilheteria de toda a história do cinema nacional; superada só por Nazareno Cruz e o lobo de Leonardo Favio, estreada em 1975.
Um ano depois, estreou Carancho, de Pablo Trapero, que foi indicado para os Prêmio Oscar de 2010, mas ficou na pré-seleção. Conta com atuações de Ricardo Darín, Martina Gusman, Carlos Weber, José Luis Arias e outros.

## Cinema independente argentino
Alberto Fischerman estreia sua ópera prima, The Players vs. Anjos caídos. O filme, um trabalho experimental com elementos reconhecidamente da cultura pop, apresenta-se como exemplo de cinema-participação (desde a configuração de filme-aberto, segundo os postulados do semiólogo Umberto Eco sobre a Obra aberta). Em abril de 2002, Hernán Andrade e Víctor Cruz apresentaram em duas funções a sala cheia (dentro do Buenos Aires IV Festival Internacional de Cinema Independente) seu documentário A noite das câmaras acordadas. Baseado no texto homônimo de Beatriz Sarlo sobre os fatos de censura sucedidos precisamente a começos dos 70 na obra do chamado então Grupo dos 5 (que integravam, junto a Fischerman, Ricardo Becher, Raúl da Torre, Néstor Paternostro e Juan Bautista Stagnaro). No meio de uma tensa linha histórica, difusa e intensa ao mesmo tempo, do que se convencionou chamar Cinema Independente Argentino.

## Novo cinema argentino de gênero
Na atualidade os gêneros cinematográficos estão sendo reavaliados no cinema argentino, não só pelos diretores locais que os abordam, mas também pelo público, a crítica e os programadores. Surgem festivais destinados ao cinema de gênero independente, como o Buenos Aires Vermelho Sangue, também conhecido como o BARS. Não só se realizam filmes de terror e suspense, mas também policiais. Entre os realizadores com maior trajetória do novo cinema argentino de gênero encontram-se: Pablo Trapero, Adrián García Bogliano, Ernesto Edwards e Hernán Sáez.

## Atualidade
A Argentina tem sido indicada várias vezes ao Oscar de melhor filme estrangeiro; não obstante, só tem sido merecedora do prêmio em duas ocasiões (primeiro em 1986 com A história oficial, de Luis Puenzo, e em 2010 com O segredo de seus olhos, de Juan José Campanella). O filme Wakolda ganhou quatro prêmios no Festival de Cinema Unasur em San Juan: ganhou nas categorias melhor atriz (Natalia Oreiro), melhor direção (Luzia Puenzo), revelação (Florencia Badó) e melhor filme.
Desde setembro de 2004, a Academia das Artes e Ciências Cinematográficas da Argentina seleciona a representante para o Oscar. A partir dali, os eleitos foram os seguinte filmes: O abraço partido, O aura, Direito de família, XXY, Leonera, O segredo de seus olhos (finalmente ficou com o Oscar), Carancho, Aballay e Infância clandestina.

## Indicações argentinas ao Oscar

### Melhor filme de fala não inglesa
| Filme estrangeiro |                         |                      |           |                                                           |
| Ano               | Filme                   | Director             | Resultado | Notas                                                     |
| 1974              | A Trégua                | Sergio Renán         | Indicado  | Perdeu contra Amarcord de Federico Fellini (Itália).      |
| 1984              | Camila                  | María Luisa Bemberg  | Indicado  | Perdeu contra A diagonal do louco (Suíça).                |
| 1985              | A história oficial      | Luis Puenzo          | Vencedor  | Também recebeu uma indicação por Melhor Roteiro Original  |
| 1998              | Tango                   | Carlos Saura         | Indicado  | Perdeu contra A Vida é Bela de Roberto Benigni (Itália).  |
| 2001              | O filho da noiva        | Juan José Campanella | Indicado  | Perdeu contra Em terra de ninguém (Bósnia).               |
| 2009              | O segredo de seus olhos | Juan José Campanella | Vencedor  | Primeiro diretor argentino indicado em duas oportunidades |
| 2015              | Relatos selvagens       | Damián Szifron       | Indicado  | Perdeu contra Ida (Polónia)                               |

### Melhor roteiro original
| Guion original |                    |                           |           |
| Ano            | Filme              | Roteirista                | Resultado |
| 1985           | A história oficial | Luis Puenzo, Aída Bortnik | Indicado  |

### Outros ganhadores argentinos
| Filmes não Argentinos |                                |                       |                            |           |
| Ano                   | Pessoa                         | Filme                 | Categoria                  | Resultado |
| 1968                  | Lalo Schifrin                  | Cool Hand Luke        | Melhor trilha corrente     | Indicado  |
| 1969                  | Lalo Schifrin                  | The Fox               | Melhor trilha corrente     | Indicado  |
| 1977                  | Lalo Schifrin                  | Voyage of the Damned  | Melhor trilha corrente     | Indicado  |
| 1980                  | Lalo Schifrin                  | The Amytiville Horror | Melhor trilha corrente     | Indicado  |
| 1981                  | Lalo Schifrin                  | The Competition       | Melhor trilha corrente     | Indicado  |
| 1984                  | Lalo Schifrin                  | The Sting II          | Melhor trilha corrente     | Indicado  |
| 1995                  | Eugenio Zanetti                | Restoration           | Melhor desenho de produção | Vencedor  |
| 1996                  | Luis Bacalov                   | Il Postino            | Melhor trilha corrente     | Vencedor  |
| 2006                  | Gustavo Santaolalla            | Brokeback Mountain    | Melhor trilha corrente     | Vencedor  |
| 2007                  | Gustavo Santaolalla            | Babel                 | Melhor trilha corrente     | Vencedor  |
| 2015                  | Armando Bo e Nicolás Giacobone | Birdman               | Melhor guion original      | Vencedor  |

### Festivais e prêmios de cinema
- Prêmios Condor de Prata
- Festival Internacional de Cinema de Mar do Prata
- Prêmio Sur
- Argentinische Filmtage Leipzig
- Festival Internacional de Cinema Independente de Buenos Aires
- Buenos Aires Vermelho Sangue
- Certamen Internacional de Cortometrajes Roberto Dei Chiara[4] desde o ano 2009 que se efetua este festival na cidade de Florencio Varela (Província de Buenos Aires).
- Festival de cinema Latinoamericano da Prata (FESAALP)[5]